# Walter Horn (Kunsthistoriker)

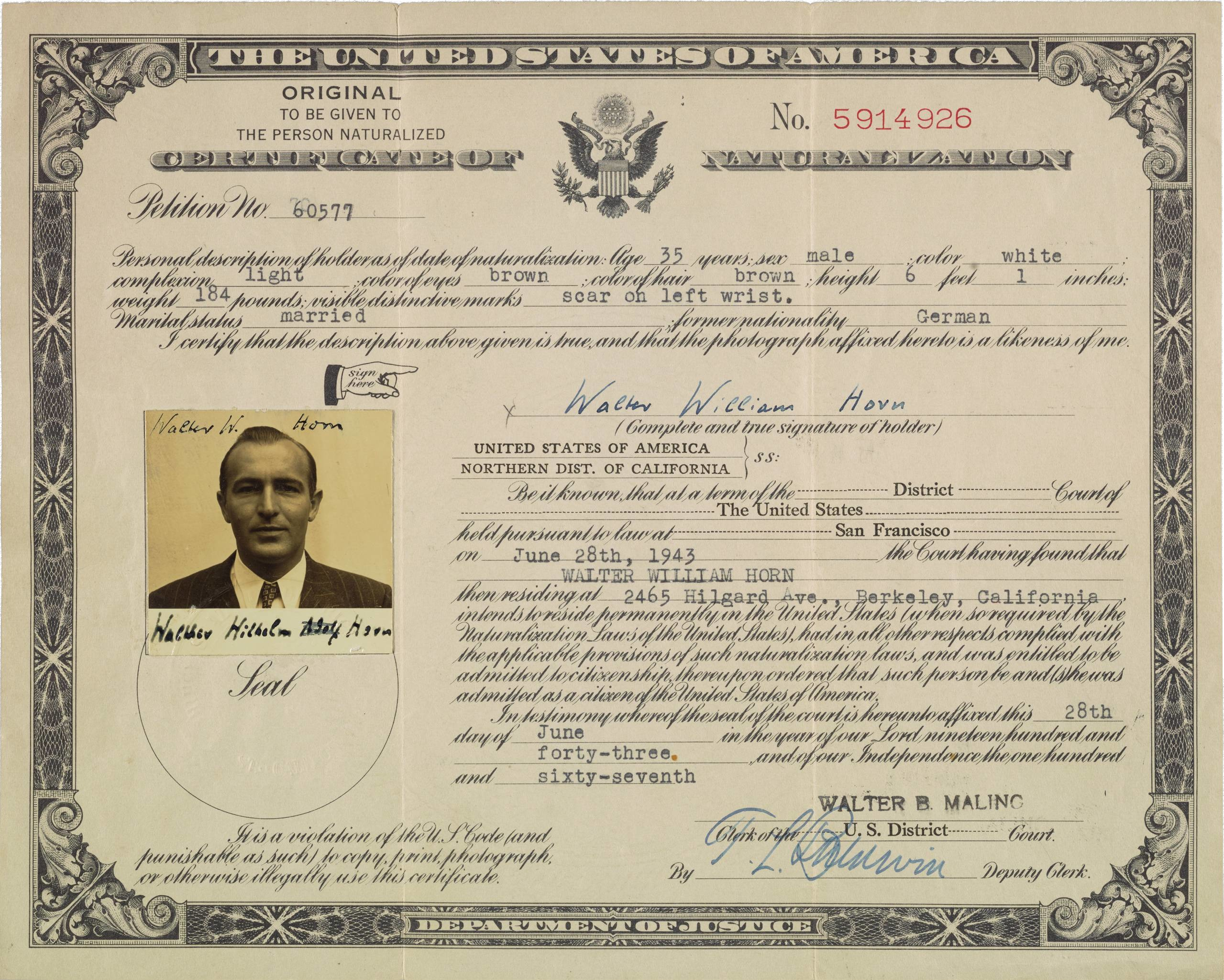
Walter William Horn Einbürgerung 1943

Walter William Horn (geboren 18. Januar 1908 in Waldangelloch; gestorben 26. Dezember 1995 in Berkeley) war ein deutschamerikanischer Kunsthistoriker.

## Leben
Walter Horn war ein Sohn des Pfarrers Karl Horn und der Mathilde Peters, sein älterer Bruder Rudolf Horn wurde in Deutschland Archäologe. Horn besuchte die Schule in Heidelberg und studierte Kunstgeschichte in Heidelberg, Berlin und Hamburg. Er wurde 1933 mit einer Dissertation über die Fassade der Abteikirche Saint-Gilles bei Erwin Panofsky in Hamburg promoviert. Horn ging als wissenschaftlicher Assistent an das Kunsthistorische Institut in Florenz und kehrte aus Opposition zum Nationalsozialismus nicht mehr nach Deutschland zurück.
1938 emigrierte Horn in die USA, wo er an der University of California, Berkeley Beschäftigung fand, zunächst als Visiting Lecturer, 1939 als Assistant Professor, ab 1940 als Associate Professor. Er heiratete Ann Binkley Rand, 1949 war er in zweiter Ehe mit der Ärztin Alberta West Parker verheiratet, sie hatten drei Kinder. Horn wurde 1943 US-amerikanischer Staatsbürger und Soldat der US-Army und wurde 1945/46 im besetzten Deutschland im United States Army Intelligence Center der Third Army eingesetzt. Er gehörte im Rang eines Leutnants zu der Monuments, Fine Arts, and Archives Section und war im Juli 1945 in Nürnberg bei der Auskundschaftung des Verstecks der Reichskleinodien beteiligt. Anfang 1946 spürte er Helmut von Hummel (1910–2012), den persönlichen Sekretär des NSDAP-Partei-Kanzlei-Führers Martin Bormann, in Mondsee auf und bewog ihn, historische Goldmünzen aus dem Eigentum österreichischer und tschechoslowakischer Klöster im Wert von $2 Millionen zurückzugeben, die er im Safe der Erzdiözese Salzburg versteckt hatte.
Horn arbeitete ab 1948 wieder als Hochschullehrer an der University of California in Berkeley. Horn sah sich in der McCarthy-Ära angesichts seiner familiären Situation gezwungen, den Loyalty Oath zu erbringen. Von 1957 bis 1960 war er Chairman des Departments, von 1964 bis 1968 war er Direktor der College Art Association. Horn holte sich bei der Bearbeitung des St. Galler Klosterplans Hilfe beim Architekten Ernest Born und begeisterte diesen für die Architekturgeschichte. Horn wurde 1972 zum Mitglied der American Academy of Arts and Sciences gewählt, er war Herausgeber der California Studies in the History of Art.

## Schriften (Auswahl)
- Die Fassade von St. Gilles: Eine Untersuchung zur Frage des Antikeneinflusses in der südfranzösischen Kunst des 12. Jahrhunderts. Hamburg, 1937
- Das florentiner Baptisterium. Mitteilungen des Kunsthistorischen Institutes in Florenz. Dezember 1938, S. 99–151
- Romanesque Churches in Florence. Art Bulletin 25 (1943): S. 112–321
- On the Origins of the Medieval Bay System. Journal of the Society of American Historians 17 (1958): S. 2–23
- On the Author of the Plan to the Monastic Reform Movement. in Johannes Duft (Hrsg.): Studien zum St. Galler Klosterplan. St. Gallen: Fehr, 1962
- mit Ernest Born: The Barns of the Abbey of Beaulieu at its Granges of Great Coxwell and Beaulieu St Leonards. Berkeley: University of California Press, 1965
- mit Ernest Born: The Plan of St. Gall. A Study of the Architecture and Economy of, and Life in a Paradigmatic Carolingian Monastery. 3 Bände. Berkeley: University of California Press, 1979